# دان کرویکشانگ
 دان کرویکشانگ (انگلیسی: Dan Cruickshank؛ زادهٔ ۲۶ اوت ۱۹۴۹) یک معمار اهل بریتانیا است.